# Pacific Coast League
La Pacific Coast League è una lega minore del baseball americano (livello: AAA), che opera principalmente nell'ovest, centro-ovest e sud-est degli Stati Uniti. La sua sede principale si trova a Round Rock, (Texas). Presidente in carica dal 1998 è Branch Rickey III.
La lega fu fondata nel 1903 e attualmente è divisa in due conference: American e Pacific, che a loro volta sono divise in due division: North e South per un totale di 16 squadre.
La stagione regolare va da aprile a settembre, i campioni delle due division di ogni conference si scontrano tra di loro su una serie di 5 partite. Le vincenti delle conference a loro volta si scontrano su un'altra serie di 5 partite per decretare il campione della lega.
Quando la Major League Baseball ha riorganizzato la Minor League Baseball nel 2021, ha ribattezzato la Pacific Coast League come Triple-A West. La lega è tornata al nome Pacific Coast League nel 2022.
La squadra detentrice a fine stagione 2022 è gli Reno Aces affiliata ai Arizona Diamondbacks.